# Грей, Арчи
А́рчи Джеймс Фрэ́нсис Грей (англ. Archie James Francis Gray; родился 12 марта 2006) — английский футболист, центральный полузащитник клуба «Тоттенхэм Хотспур».

## Клубная карьера
Воспитанник футбольной академии клуба «Лидс Юнайтед». В марте 2023 года подписал с клубом профессиональный контракт.
6 августа 2023 года дебютировал в основном составе «Лидс Юнайтед» в матче Чемпионшипа против «Кардифф Сити» на стадионе «Элланд Роуд». По итогам сезона 2023/24 был признан лучшим молодым игроком сезона в Чемпионшипе.
2 июля 2024 года перешёл в «Тоттенхэм Хотспур».

## Карьера в сборной
Выступал за сборные Англии до 15, до 16, до 17, до 19, до 20 лет и до 21 года. Также может выступать за сборные Шотландии.
В мае 2023 года сыграл на чемпионате Европы среди игроков до 17 лет.
22 марта 2024 года 18-летний Грей дебютировал за сборную Англии до 21 года в матче против сборной Азербайджана.

## Достижения

### Командные достижения
«Тоттенхэм Хотспур»
- Победитель Лиги Европы УЕФА: 2024/25

### Личные достижения
- Молодой игрок сезона в Чемпионшипе: 2023/24[4]